# Alexandre Paes Lopes
Alexandre Paes Lopes, conegut com a Alexandre Lopes, (Rio de Janeiro, Brasil, 29 d'octubre de 1974) és un futbolista brasiler retirat que disputà tres partits amb la selecció del Brasil.